# Luise Bähr

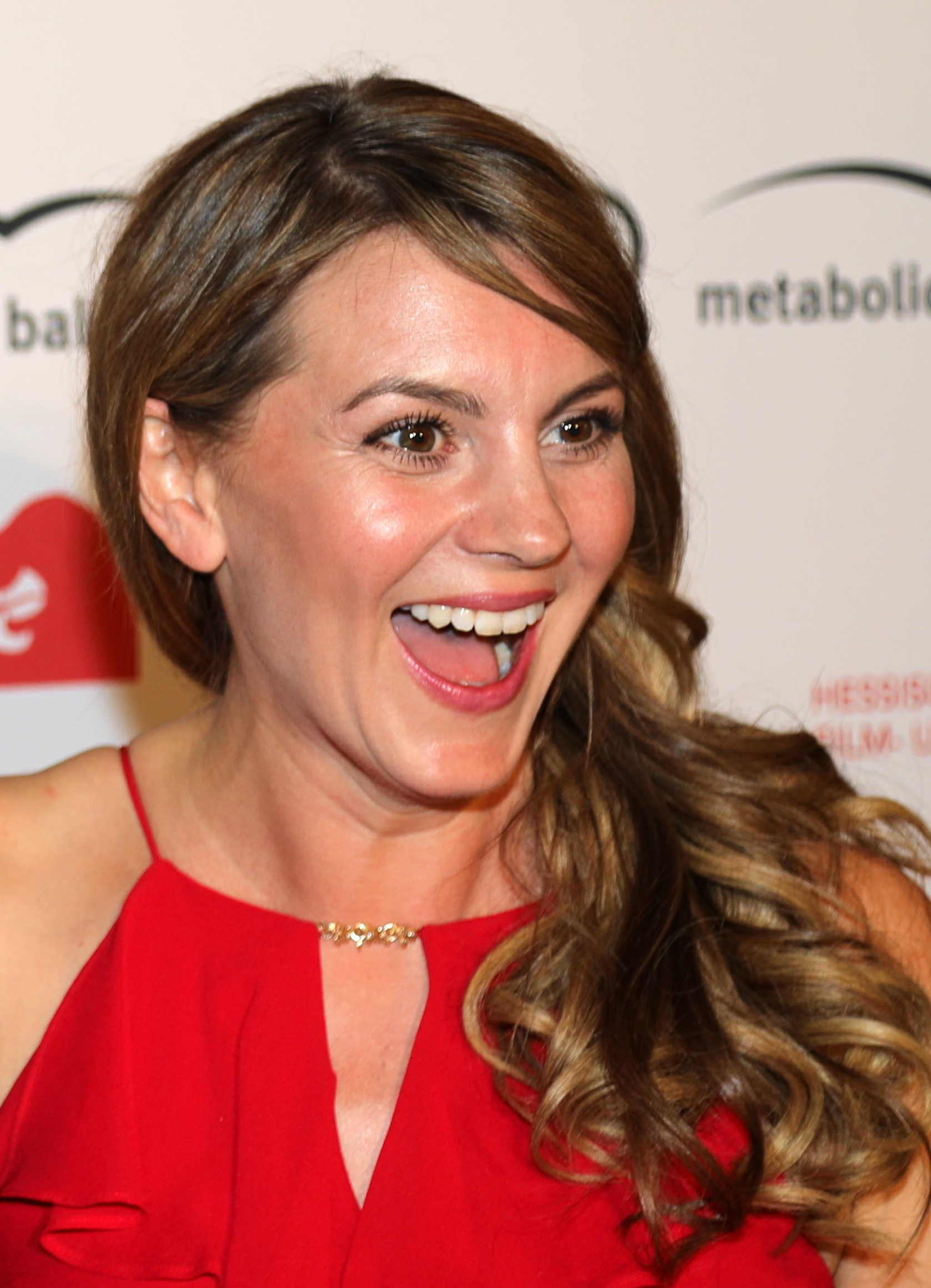
Luise Bähr (2018)

Luise Bähr (* 23. Juni 1979 in Frankfurt am Main) ist eine deutsche Schauspielerin.

## Leben
Luise Bähr machte ihre Schauspielausbildung am Studio für Theater und Tanz in Frankfurt am Main. Anschließend folgten dort erste Bühnenerfahrungen. Mit dem Kinokurzfilm Platonische Liebe erfolgte ihr Durchbruch. Bekannt wurde Bähr durch ihre durchgehende Serienrolle in der ZDF-Fernsehserie Der Landarzt.
Im Jahr 2010 war sie als Hanna Sommer in der Hauptrolle der ZDF-Telenovela Hanna – Folge deinem Herzen zu sehen. Sie übernahm ab Folge 241 die Titelrolle der zuvor unter dem Namen Alisa – Folge deinem Herzen laufenden Serie, bei der sie bereits einige Folgen früher eingestiegen war.
Ebenfalls im Jahr 2010 war die Dokumentation Luise – Königin der Herzen im Fernsehen zu sehen. Bähr spielt darin Luise von Mecklenburg-Strelitz, die nach ihrer Heirat mit Friedrich Wilhelm III. Königin von Preußen wurde.
Seit 2014 spielt sie die Hauptrolle der Notärztin Katharina Strasser in der ZDF-Serie Die Bergretter.

## Persönliches
Bähr lebt in Berlin und hat eine gemeinsame Tochter mit ihrem Lebensgefährten Bernhard Jasper.

## Filmografie (Auswahl)

### Filme
- 1999: Platonische Liebe (Kurzfilm)
- 2001: Das Mädcheninternat – Deine Schreie wird niemand hören
- 2002: Kein Mann für eine Nummer
- 2003: Schwer verknallt
- 2004: Inga Lindström – Die Farm am Mälarsee (Fernsehreihe)
- 2004: Rosamunde Pilcher – Traum eines Sommers (Fernsehreihe)
- 2005: Weltverbesserungsmaßnahmen (Kinofilm)
- 2005: … von wegen! (Spielfilm)
- 2006: Zwei Bräute und eine Affäre
- 2006: Polizeiruf 110 – Tod im Ballhaus (Fernsehreihe)
- 2006: Drawn in Blood (Kinofilm)
- 2007: Die Schatzinsel (Kinofilm)
- 2007: Kreuzfahrt ins Glück – Hochzeitsreise nach Burma (Fernsehreihe)
- 2008: Der Rote Baron (Kinofilm)
- 2008: Im Tal der wilden Rosen – Prüfung des Herzens (Fernsehreihe)
- 2008: Rosamunde Pilcher – Herzen im Wind
- 2009: Von ganzem Herzen
- 2009: Das Traumschiff – Emirate (Fernsehreihe)
- 2010: Luise – Königin der Herzen (Fernsehdokumentation)
- 2010: Rosamunde Pilcher – Lords lügen nicht
- 2011: Kreuzfahrt ins Glück – Hochzeitsreise nach Sevilla
- 2011: Die Superbullen (Kinofilm)
- 2010: Liebe, Babys und ein großes Herz – Liebe, Babys und ein Herzenswunsch (Fernsehreihe)
- 2011: What a Man (Kinofilm)
- 2011: Geschichten aus den Bergen – Das Edelweißcollier
- 2011: Emilie Richards – Entscheidung des Herzens
- 2011: Extinction – The G.M.O. Chronicles (Kinofilm)
- 2012: Lebe dein Leben
- 2012: Katie Fforde – Leuchtturm mit Aussicht (Fernsehreihe)
- 2014: Vaterfreuden (Kinofilm)
- 2016: Freddy/Eddy (Kinofilm)
- 2018: Ich liebe alles, was ich an dir hasse (Kinofilm)
- 2021: Wilsberg – Unser tägliches Brot (Fernsehreihe)

### Fernsehserien
- 1998–2001: Marienhof (8 Folgen)
- 1999: Mallorca – Suche nach dem Paradies
- 1999: Stadtklinik (Folge Die Feministin)
- 2001–2009: Der Landarzt (87 Folgen)
- 2001: Ein Fall für zwei (Folge Tödliche Schnappschüsse)
- 2001: Sommer und Bolten: Gute Ärzte, keine Engel (Fernsehserie, 4 Folgen)
- 2001: Die Wache (Folge Totentanz)
- 2001, 2003: Für alle Fälle Stefanie (2 Folgen)
- 2002: Nesthocker – Familie zu verschenken (3 Folgen)
- 2002: Dr. Sommerfeld – Neues vom Bülowbogen (Folge Shaken und Schäkern)
- 2003: Zwei Profis (Folge … und die Babyfalle)
- 2003, 2009: SOKO Köln (2 Folgen)
- 2004: Nikola (Folge Die Entbindung)
- 2004, 2011, 2021: In aller Freundschaft (3 Folgen)
- 2005, 2013: SOKO Wismar (2 Folgen)
- 2006: M.E.T.R.O. – Ein Team auf Leben und Tod (6 Folgen)
- 2007: Die Rettungsflieger (Folge Schöne Aussichten)
- 2007: Notruf Hafenkante (Folge Heirate mich)
- 2009: Unser Charly (Folge Bruderzwist)
- 2010: Küstenwache (Folge Alte Wunden)
- 2010: Hanna – Folge deinem Herzen (Fernsehserie)
- 2012: Der letzte Bulle (Folge Die, die vergeben können)
- 2013: SOKO Stuttgart (Folge Die Unsichtbaren)
- 2013: SOKO Leipzig (Folge Graf Porno)
- 2014: SOKO München (Folge Flammende Herzen)
- seit 2014: Die Bergretter
- 2015: Männer! – Alles auf Anfang (7 Folgen)
- 2017: Bettys Diagnose (Folge Herzklopfen)
- 2017: Heldt (Folge Besuch aus dem Jenseits)
- 2018: You Are Wanted (6 Folgen)
- 2019: SOKO Hamburg (Folge Wolf im Schafspelz)
- 2021: In aller Freundschaft (Folge Kosmische Expansion)
- 2023: Die zweite Welle (3 Folgen)
- 2024: Blutige Anfänger (Folge Edelfeder)
- 2024: Dahoam is Dahoam

### Musikvideos
- 2014: Kraftklub – Wie Ich[2]